# Centro trasmittente di Monte Vergine
Il centro trasmittente di Montevergine è una postazione radio-televisiva situata sulla vetta dell'omonima montagna in Provincia di Avellino. Creato nel 1956, costituisce una delle più importanti postazioni della Campania.

## Storia
Nel 1956 la RAI fonda la postazione di Montevergine, la seconda del Mezzogiorno d'Italia in ordine cronologico:  prima d'allora, infatti, l'unica postazione attiva era quella sul Monte Faito. La frequenza utilizzata da Montevergine per trasmettere Raiuno (allora l'unico canale televisivo d'Italia) era il canale D (175,25 MHz). Nel corso degli anni si aggiunsero poi Rai 2 (CH 31) e Raitre Campania (CH 43). Con l'avvento delle Tv private e dei primi network nazionali, venne attivata la postazione di Montevergine Trocchio, posta più in basso: così dagli anni '80 cominciarono ad essere irradiati i canali dell'allora Fininvest (Canale 5, Italia 1, Rete 4), Retecapri, Telecapri, Napoli Canale 21, e altre tv di importanza locale. Negli anni 90 si aggiunsero le trasmissioni codificate della pay-tv italiana Telepiù.
Dal 9 dicembre 2009, in concomitanza dello switch-off della Campania, il centro trasmissivo di Montevergine irradia segnali televisivi solo in tecnica digitale terrestre.

## Descrizione
Il centro trasmittente è diviso in due parti, situate su due diverse cime distanti 600 m l'una dall'altra:
- Montevergine Alto, 40°56′22″N 14°43′30″E 1480 m slm, è la postazione utilizzata dalla RAI per irradiare i suoi segnali a 360° grazie ad un traliccio alto 105 m;

- Montevergine Trocchio, 40°56′04″N 14°43′28″E 1425 m slm, ospita invece gli apparati di tutte televisioni private e delle radio, le quali non sono autorizzate ad irradiare verso nord.

## Copertura
I segnali trasmessi da Montevergine Trocchio coprono gran parte della provincia di Avellino, mentre quelli della RAI (Montevergine Alto), coprono quasi tutta la Campania.